# Corea del Norte en los Juegos Olímpicos de París 2024
Corea del Norte estuvo representada en los Juegos Olímpicos de París 2024 por un total de dieciséis deportistas, doce mujeres y cuatro hombres, que compitieron en seis deportes.
Los portadores de la bandera en la ceremonia de apertura fueron el saltador Im Yong-Myong y la judoka Mun Song-Hui.

## Medallistas
El equipo olímpico norcoreano obtuvo las siguientes medallas:
| Nombre                   | Deporte            | Competición              |
| ------------------------ | ------------------ | ------------------------ |
| Oro                      |                    |                          |
| —                        |                    |                          |
| Plata                    |                    |                          |
| Kim Mi-Rae Jo Jin-Mi     | Saltos             | Plataforma 10 m sincro F |
| Ri Jong-Sik Kim Kum-Yong | Tenis de mesa      | Dobles mixto             |
| Bronce                   |                    |                          |
| Pang Chol-Mi             | Boxeo              | 60 kg F                  |
| Choe Hyo-Gyong           | Lucha libre        | 53 kg F                  |
| Ri Se-Ung                | Lucha grecorromana | 60 kg M                  |
| Kim Mi-Rae               | Saltos             | Plataforma 10 m F        |